# Acrobunus bifasciatus
Acrobunus bifasciatus is een hooiwagen uit de familie Epedanidae. De wetenschappelijke naam van Acrobunus bifasciatus gaat  terug op Thorell in 1891.